# بهنوش بختياري
بهنوش بختياري (بالفارسية: بهنوش بختیاری) ممثلة إيرانية من مواليد 19 مايو، 1975 في طهران. حصلت بختياري على شهادة البكالوريوس في اللغة الفرنسية من جامعة آزاد الإسلامية في عام 1995.
بعد تخرجها بدأت حياتها المهنية في مجال التمثيل، وشاركت في العديد من الأعمال المختلفة أبرزها «ليالي قرية برره» (بالفارسية: شب های برره) من إخراج مهران مديري.

## روابط خارجية
- بهنوش بختياري على موقع IMDb (الإنجليزية)
- بهنوش بختياري على موقع قاعدة بيانات الفيلم (الإنجليزية)